# Danh sách xã thuộc tỉnh Bắc Kạn
Tính đến ngày 10 tháng 4 năm 2023, tỉnh Bắc Kạn có 108 đơn vị hành chính cấp xã, trong đó có 95 xã.
Dưới đây là danh các xã thuộc tỉnh Bắc Kạn hiện nay.
| Xã           | Trực thuộc        | Diện tích (km²) | Dân số (người) | Mật độ dân số (người/km²) | Thành lập |
| ------------ | ----------------- | --------------- | -------------- | ------------------------- | --------- |
| An Thắng     | Huyện Pác Nặm     |                 |                |                           |           |
| Bản Thi      | Huyện Chợ Đồn     |                 |                |                           |           |
| Bành Trạch   | Huyện Ba Bể       |                 |                |                           |           |
| Bằng Lãng    | Huyện Chợ Đồn     |                 |                |                           |           |
| Bằng Phúc    | Huyện Chợ Đồn     |                 |                |                           |           |
| Bằng Thành   | Huyện Pác Nặm     |                 |                |                           |           |
| Bằng Vân     | Huyện Ngân Sơn    |                 |                |                           |           |
| Bình Trung   | Huyện Chợ Đồn     |                 |                |                           |           |
| Bình Văn     | Huyện Chợ Mới     |                 |                |                           |           |
| Bộc Bố       | Huyện Pác Nặm     |                 |                |                           |           |
| Cao Kỳ       | Huyện Chợ Mới     |                 |                |                           |           |
| Cao Sơn      | Huyện Bạch Thông  |                 |                |                           |           |
| Cao Tân      | Huyện Pác Nặm     |                 |                |                           |           |
| Cao Thượng   | Huyện Ba Bể       |                 |                |                           |           |
| Cẩm Giàng    | Huyện Bạch Thông  |                 |                |                           |           |
| Chu Hương    | Huyện Ba Bể       |                 |                |                           |           |
| Cổ Linh      | Huyện Pác Nặm     |                 |                |                           |           |
| Cốc Đán      | Huyện Ngân Sơn    |                 |                |                           |           |
| Côn Minh     | Huyện Na Rì       |                 |                |                           |           |
| Công Bằng    | Huyện Pác Nặm     |                 |                |                           |           |
| Cư Lễ        | Huyện Na Rì       |                 |                |                           |           |
| Cường Lợi    | Huyện Na Rì       |                 |                |                           |           |
| Dương Phong  | Huyện Bạch Thông  |                 |                |                           |           |
| Dương Quang  | Thành phố Bắc Kạn | 24,85           |                |                           |           |
| Dương Sơn    | Huyện Na Rì       |                 |                |                           |           |
| Đại Sảo      | Huyện Chợ Đồn     |                 |                |                           |           |
| Địa Linh     | Huyện Ba Bể       |                 |                |                           |           |
| Đôn Phong    | Huyện Bạch Thông  |                 |                |                           |           |
| Đồng Lạc     | Huyện Chợ Đồn     |                 |                |                           |           |
| Đồng Phúc    | Huyện Ba Bể       |                 |                |                           |           |
| Đồng Thắng   | Huyện Chợ Đồn     |                 |                |                           |           |
| Đổng Xá      | Huyện Na Rì       |                 |                |                           |           |
| Đức Vân      | Huyện Ngân Sơn    |                 |                |                           |           |
| Giáo Hiệu    | Huyện Pác Nặm     |                 |                |                           |           |
| Hà Hiệu      | Huyện Ba Bể       |                 |                |                           |           |
| Hiệp Lực     | Huyện Ngân Sơn    |                 |                |                           |           |
| Hòa Mục      | Huyện Chợ Mới     |                 |                |                           |           |
| Hoàng Trĩ    | Huyện Ba Bể       |                 |                |                           |           |
| Khang Ninh   | Huyện Ba Bể       |                 |                |                           |           |
| Kim Hỷ       | Huyện Na Rì       |                 |                |                           |           |
| Kim Lư       | Huyện Na Rì       |                 |                |                           |           |
| Liêm Thủy    | Huyện Na Rì       |                 |                |                           |           |
| Lục Bình     | Huyện Bạch Thông  |                 |                |                           |           |
| Lương Bằng   | Huyện Chợ Đồn     |                 |                |                           |           |
| Lương Thượng | Huyện Na Rì       |                 |                |                           |           |
| Mai Lạp      | Huyện Chợ Mới     |                 |                |                           |           |
| Mỹ Phương    | Huyện Ba Bể       |                 |                |                           |           |
| Mỹ Thanh     | Huyện Bạch Thông  |                 |                |                           |           |
| Nam Cường    | Huyện Chợ Đồn     |                 |                |                           |           |
| Nam Mẫu      | Huyện Ba Bể       |                 |                |                           |           |
| Nghĩa Tá     | Huyện Chợ Đồn     |                 |                |                           |           |
| Nghiên Loan  | Huyện Pác Nặm     |                 |                |                           |           |
| Ngọc Phái    | Huyện Chợ Đồn     |                 |                |                           |           |
| Nguyên Phúc  | Huyện Bạch Thông  |                 |                |                           |           |
| Nhạn Môn     | Huyện Pác Nặm     |                 |                |                           |           |
| Như Cố       | Huyện Chợ Mới     |                 |                |                           |           |
| Nông Hạ      | Huyện Chợ Mới     |                 |                |                           |           |
| Nông Thượng  | Thành phố Bắc Kạn | 21,5            |                |                           |           |
| Phúc Lộc     | Huyện Ba Bể       |                 |                |                           |           |
| Phương Viên  | Huyện Chợ Đồn     |                 |                |                           |           |
| Quảng Bạch   | Huyện Chợ Đồn     |                 |                |                           |           |
| Quảng Chu    | Huyện Chợ Mới     |                 |                |                           |           |
| Quảng Khê    | Huyện Ba Bể       |                 |                |                           |           |
| Quang Phong  | Huyện Na Rì       |                 |                |                           |           |
| Quang Thuận  | Huyện Bạch Thông  |                 |                |                           |           |
| Quân Hà      | Huyện Bạch Thông  |                 |                |                           |           |
| Sơn Thành    | Huyện Na Rì       |                 |                |                           |           |
| Sỹ Bình      | Huyện Bạch Thông  |                 |                |                           |           |
| Tân Lập      | Huyện Chợ Đồn     |                 |                |                           |           |
| Tân Sơn      | Huyện Chợ Mới     |                 |                |                           |           |
| Tân Tú       | Huyện Bạch Thông  |                 |                |                           |           |
| Thanh Mai    | Huyện Chợ Mới     |                 |                |                           |           |
| Thanh Thịnh  | Huyện Chợ Mới     |                 |                |                           |           |
| Thanh Vận    | Huyện Chợ Mới     |                 |                |                           |           |
| Thuần Mang   | Huyện Ngân Sơn    |                 |                |                           |           |
| Thượng Ân    | Huyện Ngân Sơn    |                 |                |                           |           |
| Thượng Giáo  | Huyện Ba Bể       |                 |                |                           |           |
| Thượng Quan  | Huyện Ngân Sơn    |                 |                |                           |           |
| Trần Phú     | Huyện Na Rì       |                 |                |                           |           |
| Trung Hòa    | Huyện Ngân Sơn    |                 |                |                           |           |
| Văn Lang     | Huyện Na Rì       |                 |                |                           |           |
| Văn Minh     | Huyện Na Rì       |                 |                |                           |           |
| Văn Vũ       | Huyện Na Rì       |                 |                |                           |           |
| Vi Hương     | Huyện Bạch Thông  |                 |                |                           |           |
| Vũ Muộn      | Huyện Bạch Thông  |                 |                |                           |           |
| Xuân Dương   | Huyện Na Rì       |                 |                |                           |           |
| Xuân La      | Huyện Pác Nặm     |                 |                |                           |           |
| Xuân Lạc     | Huyện Chợ Đồn     |                 |                |                           |           |
| Yên Cư       | Huyện Chợ Mới     |                 |                |                           |           |
| Yến Dương    | Huyện Ba Bể       |                 |                |                           |           |
| Yên Hân      | Huyện Chợ Mới     |                 |                |                           |           |
| Yên Mỹ       | Huyện Chợ Đồn     |                 |                |                           |           |
| Yên Phong    | Huyện Chợ Đồn     |                 |                |                           |           |
| Yên Thịnh    | Huyện Chợ Đồn     |                 |                |                           |           |
| Yên Thượng   | Huyện Chợ Đồn     |                 |                |                           |           |